# Evento Jaramillo
L'inversione di Jaramillo (chiamata in inglese anche JNS, Jaramillo normal event, Jaramillo subchron, Jaramillo normal polarity subchron), conosciuta dagli addetti ai lavori come C1r.1n, fu un'inversione del campo magnetico terrestre avvenuta circa un milione di anni fa.
Le cause e i meccanismi delle escursioni a breve termine come l'evento Jaramillo, così come quelle delle principali inversioni del campo magnetico terrestre come l’inversione di Gauss–Matuyama, sono oggetto di studio e controversie tra i ricercatori.

## Scoperta
La sua scoperta da parte di Richard R. Doell e G. Brent Dalrymple è avvenuta nel 1964-1966 ed è stata presentata nel 1966: la scoperta è stata fatta sulla base di studi su duomi vulcanici situati nella caldera di Valles, situata nei Monti Jemez nel Nuovo Messico settentrionale. All'epoca l'evento Jaramillo, denominato "Jaramillo normal event", fu datato a circa 0,9 milioni di anni fa.

## Epoca e durata
L'inversione di Jaramillo avvenne durante il Calabriano (seconda età del Pleistocene): il suo inizio è stato datato nel 1999 a 1,053 ± 0,006 milioni di anni fa e la sua fine a 0,986 ± 0,005 milioni di anni fa, per una durata complessiva di circa 67 000 anni, da Bradley S. Singer ed altri, altri ricercatori hanno datato il suo inizio a 1,072 milioni di anni ± 2.000 anni e la sua fine a 988000±3000 anni, per una durata complessiva di 84 000 anni.

## Caratteristiche
Nella scala temporale geologica si trattò di un'inversione positiva “a breve termine” nella cronozona magnetica invertita di Matuyama, allora dominante.
Fu preceduta dall'inversione Cobb Mountain (1,185 milioni ± 5 000 anni - 1,173 milioni ± 4 000 anni) e seguita dall'inversione Santa Rosa (0,925 milioni ± 1 000 anni - 0,920 milioni ± 2 000 anni).

## Possibili correlazioni con impatti asteroidali
Per la sua età l'evento Jaramillo è stato associato a due campi di tectiti generati da due diversi impatti asteroidali: quello australoasiatico e quello ivoriano. Attualmente si considera che l'inizio dell'evento di Jaramillo non sia correlato con nessuno dei due campi facendo perdere credibilità alla possibilità che i due tipi di eventi (impatti ed inversione) possano essere correlati come causa-effetto, pur non escludendolo totalmente.

### Impatto australoasiatico
Secondo alcuni ricercatori esisterebbero due strati di tectiti australasiatiche, uno più recente approssimativamente coevo col confine dell'Inversione di Brunhes-Matuyama e uno più antico al di sotto di questo confine, forse coevo con la fine dell'evento Jaramillo, ricerche effettuate da altri ricercatori sul confine dell'inversione di Brunhes-Matuyama e sugli strati immediatamente più recenti non hanno rinvenuto tracce di questo secondo strato, la questione pertanto rimane aperta anche se attualmente è ritenuta molto meno probabile di un tempo.

### Impatto ivoriano
Dopo la mancata correlazione col campo delle tectiti australoasiatiche è stata ipotizzata una correlazione con l'impatto astronomico che diede origine al cratere, oggi occupato dal Lago Bosumtwi, sulla base della similare datazione del campo di tectiti presente in Costa d'Avorio e nei territori circostanti. Tuttavia studi accurati hanno rilevato che l'inizio dell'inversione di Jaramillo e la formazione del campo delle tectiti della Costa d'Avorio non sono stati contemporanei. L'impatto è avvenuto nel corso dell'inversione di Jaramillo e quindi dopo il suo inizio: l'inizio dell'inversione di Jaramillo e l'impatto sono separati da circa 30 000 anni, altri studi indicano una separazione temporale in 8.000 anni.